# Rychliki (gromada)
Rychliki – dawna gromada, czyli najmniejsza jednostka podziału terytorialnego Polskiej Rzeczypospolitej Ludowej w latach 1954–1972.
Gromady, z gromadzkimi radami narodowymi (GRN) jako organami władzy najniższego stopnia na wsi, funkcjonowały od reformy reorganizującej administrację wiejską przeprowadzonej jesienią 1954 do momentu ich zniesienia z dniem 1 stycznia 1973, tym samym wypierając organizację gminną w latach 1954–1972.
Gromadę Rychliki z siedzibą GRN w Rychlikach utworzono – jako jedną z 8759 gromad na obszarze Polski – w powiecie pasłęckim w woj. olsztyńskim na mocy uchwały nr 23 WRN w Olsztynie z dnia 4 października 1954. W skład jednostki weszły obszary dotychczasowych gromad Rychliki i Dziśnity oraz miejscowości Rejsyty, Wopity i Wójtowa Góra z dotychczasowej gromady Rejsyty ze zniesionej gminy Rychliki w tymże powiecie. Dla gromady ustalono 11 członków gromadzkiej rady narodowej.
1 stycznia 1958 do gromady Rychliki włączono wieś Buczyniec oraz PGR Barzyna ze zniesionej gromady Śliwice w tymże powiecie.
31 grudnia 1960 do gromady Rychliki włączono wsie Grądowy Młyn, Wysoka, Powodowo i Nowe Powodowo ze zniesionej gromady Stankowo w tymże powiecie.
31 grudnia 1961 z gromady Rychliki wyłączono część obszaru gruntów PGR-u Powodowo (2,66 ha) i część obszaru wsi Modrzewek (1,79 ha), włączając je do gromady Markusy w powiecie elbląskim w woj. gdańskim; do gromady Rychliki włączono natomiast obszar zniesionej gromady Kwietniewo w powiecie pasłęckim w woj. olsztyńskim.
Gromada przetrwała do końca 1972 roku, czyli do kolejnej reformy gminnej. 1 stycznia 1973 w powiecie pasłęckim reaktywowano gminę Rychliki (od 1999 gmina znajduje się w powiecie elbląskim).